# Georg Schmid
Georg Schmid (Coira, 21 giugno 1940) è un pastore protestante, teologo e studioso delle religioni svizzero, appartenente alle Chiese riformate.

## Biografia
Dopo aver trascorso l'infanzia e l'adolescenza nel Cantone dei Grigioni, Georg Schmid studiò teologia protestante e studi religiosi all'Università di Zurigo, Berna, Basilea, a Roma e ad Alessandria, nonché in Virginia, negli Stati Uniti. Dal 1965 al 1970 fu parroco nei Cantone dei Grigioni. Successivamente, fu animatore di seminari a Zurigo e Coira e, dal 1986 al 2003, come parroco a Greifensee. Nel 1988 fu nominato professore a contratto di scienze religiose all'Università di Zurigo.
Nel 1993 Schmid sostituì Oswald Eggenberger alla direzione del Centro di informazione protestante per Chiese - Sette - Religioni, che quest'ultimo aveva fondato nel 1963. Nel 2013 cedette a sua volta la gestione del centro informazioni al figlio, il teologo Georg Otto Schmid. Schmid è anche autore di numerosi libri di saggistica e di inni poetici.

## Opere

### Saggistica
- Interessant und heilig. Auf dem Weg zur integralen Religionswissenschaft. TVZ, Zürich 1971 (ZDissertazione all'Università di Basilea 1970).
- Wo das Schweigen beginnt. Wege indischer und christlicher Meditation. Mohn (GTB Siebenstern 775), Gütersloh 1984, ISBN 3-579-00775-0.
- Die Mystik der Weltreligionen. Eine Einführung. Kreuz, Stuttgart 1990, ISBN 3-7831-1016-5 (neu gestaltete 4. Auflage 2000, ISBN 3-7831-1854-9)
- Zwischen Wahn und Sinn. Halten die Weltreligionen, was sie versprechen? Benziger, Solothurn 1995, ISBN 3-545-25095-4.
- Plädoyer für ein anderes Christentum. Nach 2000 Jahren: anders erleuchtet, anders mündig, anders denken. Kreuz, Stuttgart 1998, ISBN 3-268-00220-X.
- Sehnsucht nach Spiritualität. Neue religiöse Zentren der Gegenwart. Kreuz, Stuttgart 2000, ISBN 3-7831-1793-3 (mit Reportagen über Pondicherry, Canigou, Dozwil, Puttaparthi, Anaheim, Pensacola, Sedona, Plum, Village, Karmapa, Pune, Ganeshpuri, Amritapuri, Taizé und Porträts von Sri Aurobindo, Bruder Ephraim, Sai Baba, Thich Nhat Hanh, Lama Ole Nydahl, Gurumayi, Amma, Frère Roger).
- Problemfall Islam. Friedensreligion oder Gefahr für den Weltfrieden? Paulusverlag, Fribourg 2002, ISBN 3-7228-0561-9.
- Die Sekte des Jesus von Nazareth. Aspekte einer neuen Betrachtung des Christentums. Kreuz, Stuttgart 2006, ISBN 3-7831-2682-7.
- Das ärgerliche Christentum. Seine irritierenden Einsichten und provozierenden Absichten. Kreuz, Stuttgart 2007, ISBN 3-7831-2981-8.

### Co-autore
- Kirchen, Sekten, Religionen. Religiöse Gemeinschaften, weltanschauliche Gruppierungen und Psycho-Organisationen im deutschen Sprachraum. Ein Handbuch. 7. überarbeitete und ergänzte Auflage, TVZ, Zürich 2003, ISBN 3-290-17215-5.[2]

### Libri di poesia
- Kleiner Friede. Eine Indienreise in Versen und Skizzen. Th. Schmid, Zürich 2000, ISBN 3-906566-02-1.
- Bündner Liebe. Verse und Skizzen. Th. Schmid, Zürich 2000, ISBN 3-906566-06-4.
- Ich finde mich im weiten Raum. con immagini di Hans Domenig. Blau-Kreuz, Bern / Wuppertal 1989, ISBN 3-85580-258-0.
- singen und sehen. Neue Lieder. Friedemann Strube Verlag, München 2018.
- singen und sein, Neue Liedtexte. Friedemann Strube Verlag, München 2019.

L'Evangelisch-reformierten Gesangbuch del 1998 contiene cinque inni di Georg Schmid.